# Sepiolina (geslacht)
Sepiolina is een geslacht van inktvissen uit de familie van de Sepiolidae.

## Soorten
- Sepiolina nipponensis (Berry, 1911)
- Sepiolina petasus Kubodera & Okutani, 2011